# Chrysolophus pictus
Il fagiano dorato (Chrysolophus pictus Linnaeus, 1758) è un uccello galliforme della famiglia dei Fasianidi.

## Etimologia
Di certo il nome volgare datogli da molte popolazioni europee non è stato il frutto di studi od elucubrazioni letterarie o scientifiche tanto sfruttate nell'affibbiare nomi spettacolari ad uccelli esotici. È facile pensare che il nome di fagiano dorato dato a questo uccello non sia altro che il frutto di una intuizione naturale che si ha quando lo si osserva per la prima volta. L'oro è il colore più smagliante presente nella sua livrea. Esso venne dapprima classificato nel genere Phasianus, che trae le origini etimologiche del nome dal Phasis, un fiume della Colchide, l'attuale Georgia, dove vivevano i ben conosciuti fagiani comuni ai quali gli Argonauti, durante la loro missione alla ricerca del «vello d'oro», avevano dato il nome di Phasian. L'attuale genere Chrysolophus trae origine dalla composizione di due termini del greco antico, khrusos, «oro», e lophos, «cresta», appunto per descrivere una delle caratteristiche peculiari di questo uccello, e la specie dal termine latino pictus, «dipinto». In Europa viene chiamato in inglese Golden Pheasant, in francese Faisan doré, in spagnolo Faisán dorado e in tedesco Goldfasan, mentre in Cina, suo luogo originario, è noto come ken ki, «pollo d'oro».

## Descrizione

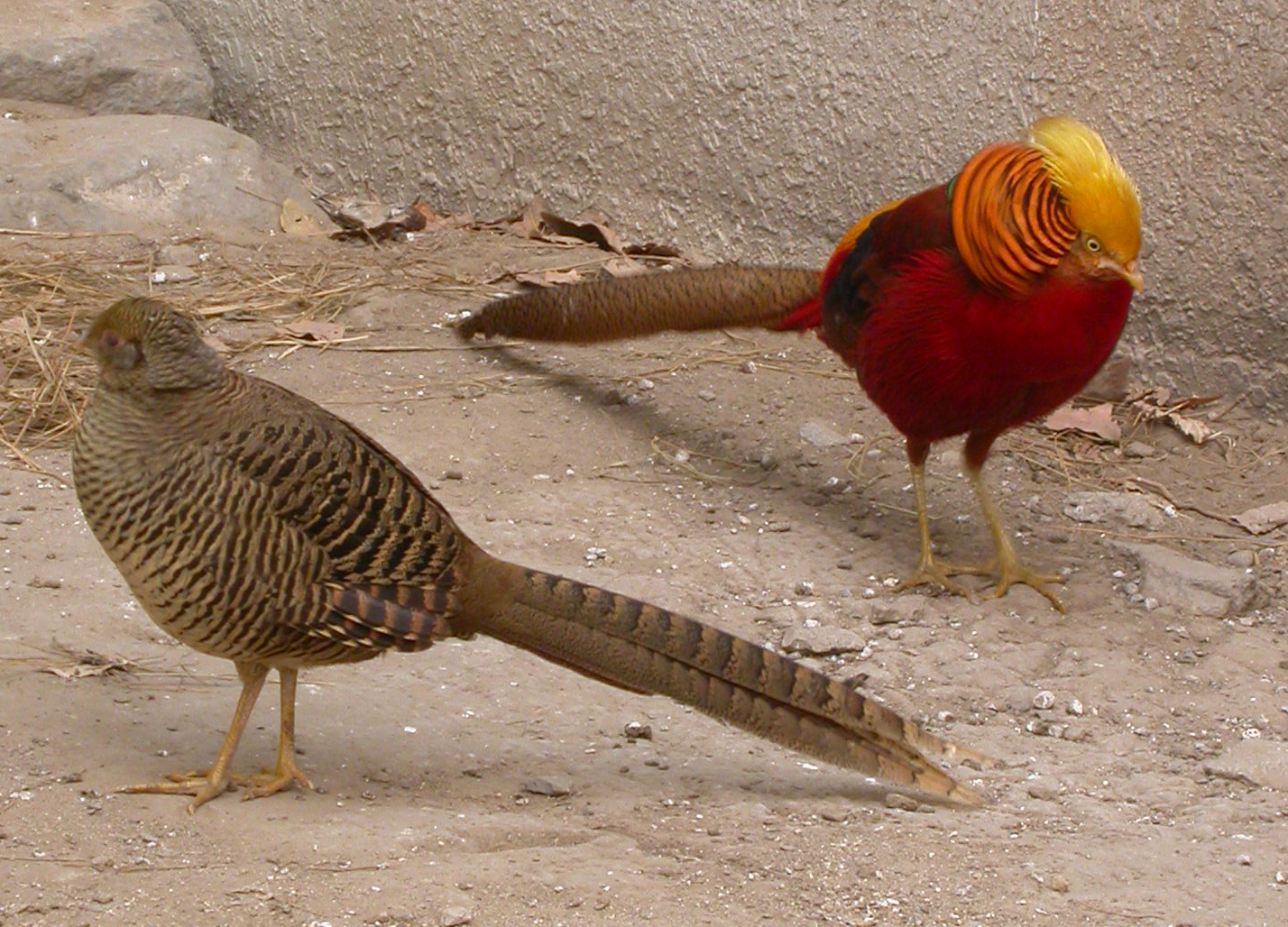
L'evidente dimorfismo sessuale in una coppia di fagiani dorati.

Non è facile elencare tutti i colori presenti nella livrea di questo fagiano e collocarli nella giusta posizione, vista la grande varietà di tonalità e la bizzarra disposizione degli stessi sul corpo. È certamente più facile osservare una sua foto in abito nuziale ed ammirare nei dettagli questa incredibile tavolozza che cercare di descriverlo. L'oro è presente su un cappuccio-cresta che scende sulla nuca e sulla parte inferiore del dorso fino all'attaccatura della coda. Il rosso vermiglio (giallo canarino nella variante luteus) copre interamente la gola, il petto ed i fianchi e crea dei calzoni che vestono parzialmente anche la parte superiore delle zampe. Sulla parte inferiore della nuca è presente una delicata copertura di colore arancione, con fitte striature nere trasversali, frutto di un allungamento delle piume del collo che formano un elegantissimo scialle. È presente anche una vasta macchia azzurra scapolare che contrasta con il giallo dorato della parte inferiore del dorso. Nuances blu sono ben visibili anche sulle copritrici alari. La coda è molto allungata, di colore bianco-giallastro fortemente e finemente macchiettata di nero, con penne frammiste ad altre leggermente più corte di un vivace color rosso. Gli occhi sono giallo vivido, mentre becco, cera e zampe sono giallastri. La femmina ha invece una colorazione marrone-brunastra con una coda notevolmente meno lunga. In queste l'iride è, contrariamente ai maschi, marrone sin da giovani, una caratteristica che facilita notevolmente il sessaggio degli esemplari immaturi. Il maschio di fagiano dorato misura circa un metro di lunghezza, dei quali circa 60-70 cm per la sola coda, e pesa fino a 900 g. L'apertura alare può superare i 70 cm. I giovani assumono la livrea da adulto dal secondo anno, assumendo, con l’avanzare dell’età, colori più vividi e vivaci. In cattività è un uccello allevato al solo scopo ornamentale. Varie ibridazioni sono state ottenute con il congenere fagiano di Lady Amherst (Chrysolophus amherstiae), con produzione di esemplari fertili che hanno dato poi vita a successivi e sempre più intricati incroci.

## Biologia

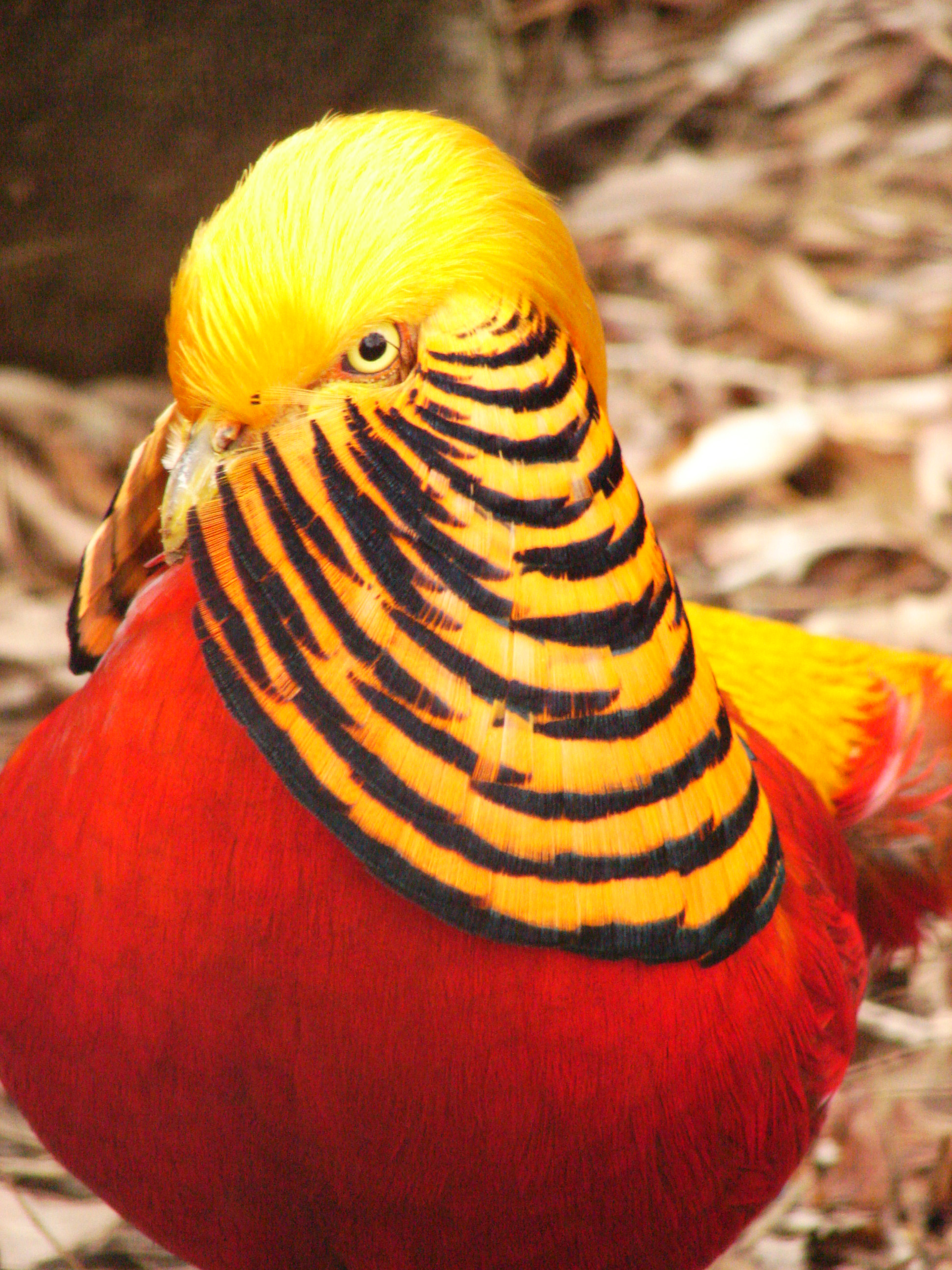
Primo piano di un maschio.

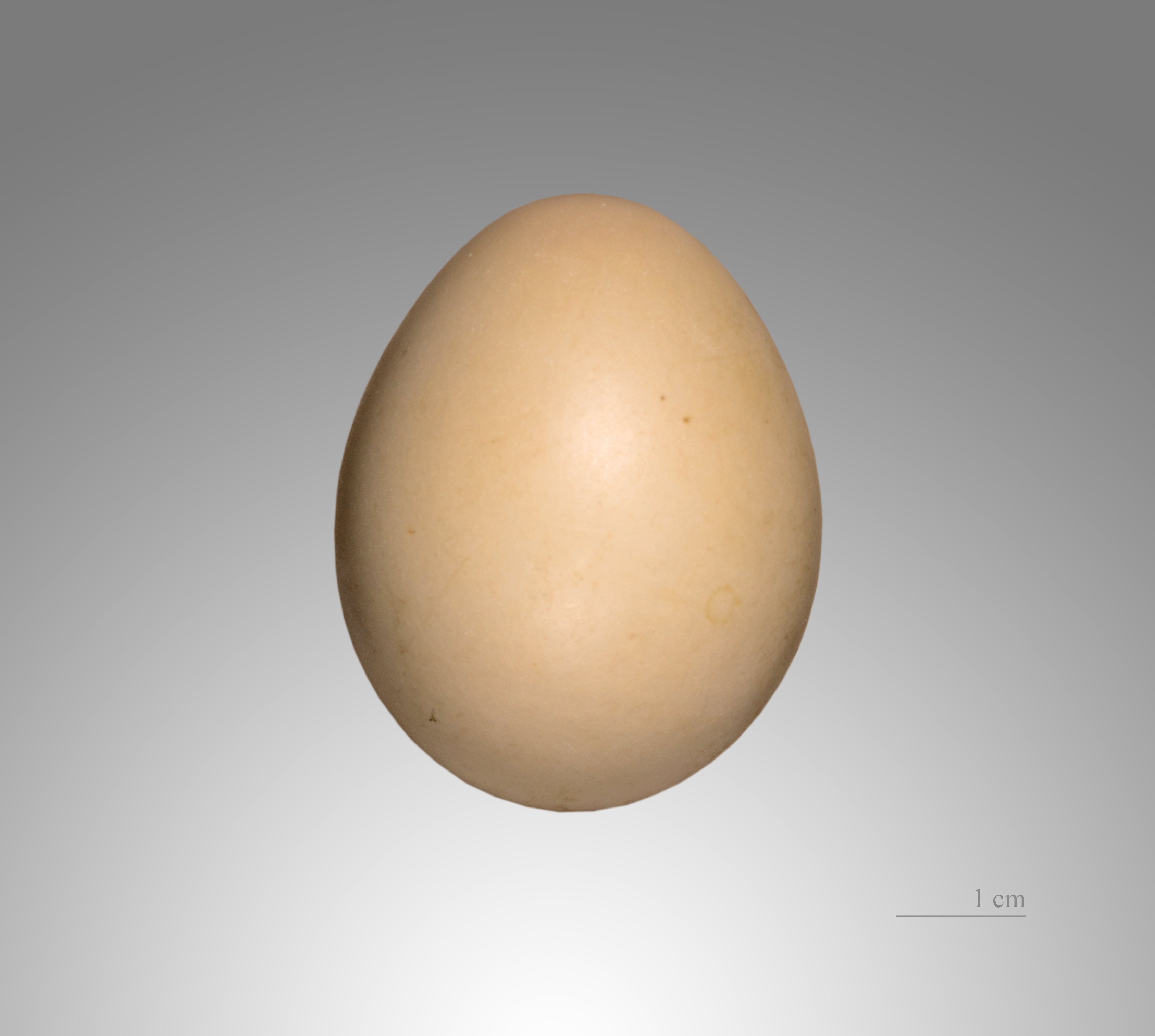
Uovo di fagiano dorato.

Per quanto colorato e ben appariscente, questo uccello è alquanto schivo e di difficilissimo avvistamento nel suo ambiente naturale. Le dense foreste, spesso di conifere, con fitto sottobosco arbustivo, infittito a sua volta da uno strato erboso a volte impenetrabile, sono un ambiente perfetto per mimetizzare qualsiasi animale di qualsiasi colore sia. Essendo poi un uccello prettamente terrestre che trascorre tutte le ore di luce sul terreno immerso in questa bassa sterpaglia, riesce a mantenere una vita assolutamente riservata e sfugge spesso alla vista di osservatori ed aggressori. Difficilmente si alza in volo se non indotto da impellenze di sopravvivenza o per raggiungere qualche femmina durante il periodo di riproduzione, ma preferisce correre sul terreno dimostrando capacità motorie ed abilità ineccepibili nel districarsi nel fitto sottobosco. La notte, come spesso fanno i fagiani, eccolo salire ad una discreta altezza su alberi ed appollaiarsi per la notte su grossi rami frondosi al riparo dai predatori terrestri. Vive ad altitudini non superiori ai 1500 metri e durante la stagione invernale ama scendere nel fondo delle valli in foreste di latifoglie, alla ricerca di cibo e per superare le avverse condizioni atmosferiche, ma ritorna immediatamente nei territori natii appena si presenta la buona stagione. A parte questa piccola migrazione altitudinale, il fagiano dorato è considerato specie stanziale.

### Alimentazione
Il fagiano dorato si nutre di semi, germogli, piccoli invertebrati ed insetti che trova rovistando nel sottobosco razzolando nello stesso modo adottato dalle galline ed in genere da tutti i fasianidi.

### Riproduzione
È generalmente silenzioso se non durante il periodo degli accoppiamenti quando emette un caratteristico ed altisonante richiamo. Anche quando si invola improvvisamente emette un rapido e stridulo canto, aggiunto al tipico rumore per il rapidissimo sbattimento delle ali, suoni che spaventano e che distolgono per un attimo l'attenzione dell'intruso o dell'eventuale aggressore. È tipicamente poligamo, ma il numero delle femmine è solitamente molto ridotto. La femmina depone da 8 a 12 uova di color crema, in un leggero affossamento nel terreno ricoperto da erbe secche e da soffici piume che la stessa chioccia perde durante la cova e che crescono di quantità mano a mano che l'operazione si protrae. La madre è un'assidua covatrice e lascia molto raramente la cova rinunciando spesso a mangiare e bere per lunghissimi periodi. Dopo circa 23-25 giorni nascono dei piccoli precoci e ben piumati che lasciano il nido appena la covata è completa. La chioccia accudisce i giovani per circa un mese prima della totale indipendenza anche se questi sono in grado di alimentarsi autonomamente sin dal primo giorno di vita. Tuttavia i giovani rimangono con la madre in gruppi familiari per diversi mesi. Incredibile il fatto che riescano ad involarsi dopo sole due settimane dalla nascita pur avendo dimensioni ridottissime tali da sembrare piccole quaglie.

## Distribuzione e habitat
L'area di origine del fagiano dorato è la zona boscosa della Cina centrale. Il suo areale si estende dal Qinghai sud-orientale e dal Gansu fino ai Qin Ling nello Shaanxi e, a sud, attraverso il Sichuan orientale, l'Hubei, il Guizhou e lo Hunan, fino allo Yunnan nord-orientale ed al Guangxi settentrionale. Tuttavia, esso risulta ormai largamente introdotto e diffuso in tutti i continenti in quelle aree che riflettono le condizioni ambientali e climatiche del suo territorio di origine. Non conoscendo molto della sua vita allo stato selvatico e sulla reale consistenza delle sue popolazioni, è ipotizzabile pensare, come ormai accade per molte specie, che il numero degli uccelli tenuti in cattività sia superiore a quello degli esemplari presenti in libertà.

## Rapporti con l'uomo
Sembra che Plinio il Vecchio abbia identificato nella famosa fenice questo uccello dai colori smaglianti. Nella tradizione cinese e nei dipinti delle antiche dinastie questo uccello risulta spesso riprodotto e rammentato nei racconti popolari. Infine, durante il periodo nazista, con il termine Goldfasan, «fagiani dorati», venivano ironicamente chiamati gli alti funzionari del partito, tanto pomposamente gallonati con medaglie ed uniformi colorate da assomigliare a questo uccello.